# Commission nationale du patrimoine et de l'architecture
La Commission nationale du patrimoine et de l'architecture créée par la loi du 7 juillet 2016 relative à la liberté de la création, à l'architecture et au patrimoine, et organisée par le décret d'application
 du 29 mars 2017 est une instance, placée auprès du ministre chargé de la culture, consultée en matière de création, de gestion et de suivi de servitudes d'utilité publique et de documents d'urbanisme institués dans un but de protection, de conservation et de mise en valeur du patrimoine culturel, Elle réunit et remplace la Commission nationale des monuments historiques, la Commission nationale des secteurs sauvegardés et le Conseil national des parcs et jardins.

## Attributions
Le premier rôle de la commission est d'être consultée en matière de création, de gestion et de suivi de servitudes d'utilité publique et de documents d'urbanisme institués dans un but de protection, de conservation et de mise en valeur du patrimoine culturel. Elle est également consultée sur tout projet de cession du patrimoine français de l'État situé à l'étranger lorsqu'il présente une valeur historique ou culturelle particulière. Elle peut proposer des mesures afin d'assurer la protection, la conservation et la mise en valeur du patrimoine et de l'architecture. Elle peut demander à l'État d'engager une procédure de classement ou d'inscription au titre des monuments historiques ou de classement au titre des sites patrimoniaux remarquable. Elle procède à l'évaluation des politiques de protection, de conservation et de mise en valeur du patrimoine culturel.

## Composition et organisation

### Les sections
La Commission nationale du patrimoine et de l'architecture comprend sept sections :
1. sites patrimoniaux remarquables et abords ;
2. protection des immeubles au titre des monuments historiques, domaines nationaux et aliénation du patrimoine de l'État ;
3. projets architecturaux et travaux sur les immeubles ;
4. protection des objets mobiliers au titre des monuments historiques et travaux ;
5. protection des instruments de musique au titre des monuments historiques et travaux ;
6. protection des grottes ornées au titre des monuments historiques et travaux ;
7. parcs et jardins.

Chacune des sections est composée de 26 membres permanents (membres de droit, membres de l'Inspection des patrimoines, membres des services déconcentrés du ministère chargé de la Culture, élus, personnalités qualifiées, représentants d'associations) et de "membres experts", qui ne siègent que lorsque sont examinés des dossiers relevant de leurs domaines de compétence. Le décret de 2017 précise pour chacune des sections la composition.Les membres nommés ont fait l'objet d'un arrêté en date 9 novembre 2017.

## La présidence
Un député et un sénateur sont désignés membres de la Commission  par leur assemblée respective. Il s'agit respectivement de Raphaël Gérard et Jean-Pierre Leleux.
Le président de la commission est nommé parmi ces deux parlementaires par arrêté du ministre chargé de la culture. Le premier président, nommé par arrêté du 28 novembre 2017, est Jean-Pierre Leleux, sénateur. Son successeur est aujourd'hui le sénateur Albéric de Montgolfier, nommé par l'arrêté  ministériel du 25 novembre 2020, toujours en vigueur.